# Monospiniphallus
Monospiniphallus is een geslacht van wantsen uit de familie van de Miridae (Blindwantsen). Het geslacht werd voor het eerst wetenschappelijk beschreven door Schuh & Schwartz in 2016.

## Soorten
Het genus bevat de volgende soorten:

- Monospiniphallus bignoniiflori Schuh & Schwartz, 2016
- Monospiniphallus namyatovae Schuh & Schwartz, 2016
- Monospiniphallus norsmanensis Schuh & Schwartz, 2016